# Банбери, Джудит
Джудит Мервин Ричардсон-Банбери (англ. Judith Mervyn Richardson-Bunbury), также известна как Джудит Банбери (англ. Judith Bunbury, род. 7 февраля 1967) — британский геоархеолог. До 2023 года Банбери была старшим преподавателем в колледже Святого Эдмунда в Кембридже. Её работа охарактеризовала движение реки по долине Нила за последние 10 000 лет и его влияние на египетскую цивилизацию.

## Юные годы и образование
Дочь офицера Королевского флота, Банбери изучала естественные науки в Даремском университете, где специализировалась на геологии и геофизике, и поняла, что ей нравится полевая работа. Вдохновлённая лекцией кембриджского геофизика Дэна Маккензи, она попросила его о сотрудничестве с ней в написании докторской диссертации, которую она защитила в 1992 году. Это было исследование базальтов из Турции.

## Карьера
После получения докторской степени Банбери работала постдоком в Институте археологии в Анкаре, Турция (1993–1994). В 1994 году она присоединилась к кафедре наук о Земле Кембриджского университета в качестве научного сотрудника. Банбери работала над новым проектом в Кембриджском университете по разработке масс-спектрометрического оборудования для оценки процесса растворения горных пород Гималаев.
Её навыки и опыт затем были применены на археологических раскопках в Египте. Именно разработка методов применения геологического шнекового бурения на этих участках, а также фотографии с воздуха и спутников привели к новому консенсусу о том, что русло реки в долине Нила за тысячелетия существенно изменилось, что оказало глубокое воздействие, в частности, на расположение зданий. Например, точное расположение зданий в храмовом комплексе Карнака зависело от того, где находилась река Нил во время постройки каждого из них. Подробная информация об отходах от поселений людей и отложениях, полученная в результате бурения кернов, позволила датировать и интерпретировать изменения в использовании местности, поскольку участки менялись с суши на реку, болото или озёра. Она работает в сотрудничестве с археологами над характеристикой материалов, найденных в кернах отложений на объектах Египта, особенно в долине Нила и других местах, представляющих археологический интерес.
С 2015 года её исследовательская деятельность переключилась на изучение того, как изменение климата привело к изменениям ландшафтов, путём обследования различных мест в Сахаре. Это привело к переосмыслению таких ландшафтов, как Долина Царей, как имеющих деревья, озёра и животный мир 3500 лет назад, а не как песчаных пустынь.
В 2022 году она была гостем программы The Life Scientific на BBC Radio 4.

## Личная жизнь
Она вышла замуж за каноника Джонатана Коллиса. В течение двенадцати лет до 2021 года он был викарием церкви Сент-Нитса, капелланом колледжа Иисуса в Кембридже и викарием Торп-Бей. Дочь родилась в 2001 году, а ещё одна дочь родилась в 2005 году.

## Публикации
Банбери является автором или соавтором нескольких книг и более 40 научных публикаций. К книгам относится:
- Judith Bunbury (2019) The Nile and Ancient Egypt. Changing Land- and Waterscapes, from the Neolithic to the Roman Era Cambridge University Press pp 181 ISBN 9781107012158

Среди её наиболее значимых научных публикаций:
- B. T. Pennington, J. Bunbury, and N. Hovius, (2016) Emergence of civilization, changes in fluvio-deltaic style, and nutrient redistribution forced by Holocene sea-level rise. Geoarchaeology 31 (3) 194–210.
- JK Hillier, JM Bunbury, A Graham (2007) Monuments on a migrating Nile. Journal of Archaeological Science 34 (7) 1011-1015
- T Ahmad, N Harris, M Bickle, H Chapman, J Bunbury, C Prince (2000) Isotopic constraints on the structural relationships between the lesser Himalayan series and the high Himalayan crystalline series, Garhwal Himalaya Geological Society of America Bulletin 112 (3) 467-477
- I Shaw, J Bunbury, R Jameson (1999) Emerald mining in Roman and Byzantine Egypt. Journal of Roman Archaeology 12 203-215